# 近衛 (日本軍)

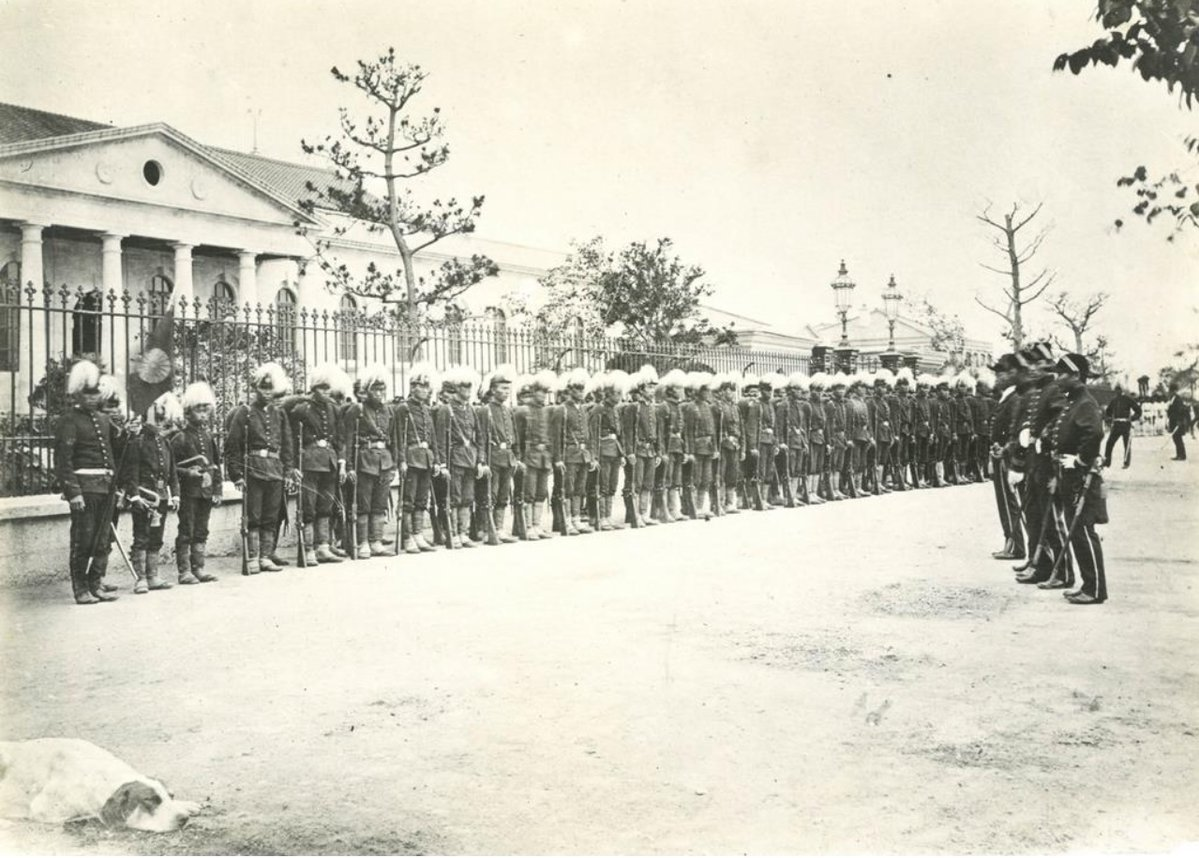
1872年（明治5年）頃の近衛兵

近衛（このえ）は、1872年に従来の御親兵を改組して設置された日本陸軍の近衛部隊の名称で、当初は「近衛局」と呼称した。

## 沿革
1872年4月16日（明治5年3月9日 (旧暦)）に「近衛条例」を制定し、御親兵掛を廃止し「近衛局」を置いた。4月24日（旧暦3月17日）天皇に直隷する近衛都督（このえととく）の下、御親兵を改称した壮兵からなる「近衛兵」を創設した。宮城警備とともに鎮台に設置された鎮台兵を指導・訓練する役目も担った。1873年（明治6年）1月10日に制定された徴兵令に基づく徴兵は鎮台にのみ配備されることとなり、近衛の壮兵制は維持された。明治六年政変（征韓論政変）によって薩摩藩出身の近衛兵が大量に帰国すると、やむなく鎮台兵の中でも優秀かつ品行方正なものを近衛に転属させる措置を取った。1874年（明治7年）に近衛条例を改訂している。当初近衛は任期を5年とし、宮城警護以外の職責を負わない原則となっていたが、西南戦争に際して近衛にも動員がかけられ、なおかつ手当に対する不満から1878年に近衛砲兵の一部が騒動を起こす竹橋事件が起こった。
1880年（明治13年）10月5日達乙第62号による改正後の「近衛条例」によると、近衛兵は、専ら輦下を護衛し、特旨によらない限り、他の徴発に応じるものではない。上旨を奉戴し、千軍万馬の中といえども、整々独歩の勇を持ち、平常にあっては信義を本とし、先進を敬い、後進を教導し、全国諸兵の模範となることが求められた。
近衛の幕中には、参謀部、副官、伝令使、文庫武庫主管及び会計部（計算課・糧食課・被服課）が置かれた。また、近衛諸隊として、歩兵2連隊、騎兵1中隊、砲兵1大隊、工兵1中隊、輜重兵1小隊及び軍楽隊1隊が置かれた。
守衛隊は、概ね歩兵を以て充てられた。守衛隊司令は歩兵大隊長が日直で勤めた。守衛隊は、儀仗守衛（正門の守衛）と通常守衛（園庭厩園その他出入諸口の守衛）とに分けられた。
1885年 （明治18年）6月4日の太政官の達により近衛条例を改正し、同年6月5日陸軍省達乙第74号達により、近衛局は「近衛」と改称した。なお、1888年（明治21年）に従前の鎮台条例を廃止して師団司令部条例を制定し鎮台を「師団」と改めているが、ただしその際には近衛を変更していない。その後、1890年（明治23年）3月26日に「近衛司令部条例」（明治23年3月26日勅令第46号）が制定され、都督は主として輩下の護衛に任し、その他地方に係る事件及び裁判事件を除くの外、その職務権限は師団長と同一で師団司令部条例の規定によることとなった。更に、1891年（明治24年）12月14日に近衛の名称を変更して「近衛師団」となる。

## 歴代近衛都督
1. 山縣有朋 中将（1872年4月16日 - 1872年8月22日）（兼）
2. 西郷隆盛 元帥（1872年8月22日 - 1873年10月24日）（欠 1873年10月24日 - 1874年2月8日）
3. 山縣有朋 中将（1874年2月8日 - 1877年11月26日）（再）
4. 西郷従道 中将（1877年11月26日 - 1878年4月18日）
5. 山縣有朋 中将（1878年5月1日 - 1879年10月15日）（兼）（再）
6. 鳥尾小弥太 中将（1879年10月15日 - 1880年3月1日）
7. 小松宮彰仁親王 中将（1880年3月1日 - 1886年9月28日）（親任官、1886年3月16日より[12]）
8. 有栖川宮熾仁親王 大将（1886年9月28日 - 1887年12月5日）（親任官）
9. 小松宮彰仁親王 中将（1887年12月5日 - 1891年12月14日）（再）（親任官、1890年3月26日まで[注釈 1]）